# Christian Giagnoni
Christian Giagnoni (22 dicembre 1975) è un paraciclista ed ex hockeista su pista italiano.

## Carriera sportiva

### Risultati principali
Christian Giagnoni ha collezionato numerosi successi e piazzamenti importanti nelle competizioni paraciclistiche internazionali e nazionali negli ultimi anni:
Nel 2024, Giagnoni ha nuovamente trionfato al Giro d'Italia, conquistando il primo posto. Successivamente, ha partecipato alla Coppa del Mondo di Ostenda il 2 maggio, classificandosi 15º sia nella prova a cronometro sia nella prova in linea. Il 17 maggio, nella Coppa del Mondo di Maniago, ha chiuso la prova a cronometro al 20º posto e la prova in linea al 17º posto.
Nel 2023, Giagnoni ha ottenuto vari piazzamenti importanti. Nella Coppa del Mondo a Maniago del 20 aprile, si è classificato all'11º posto nella prova a cronometro, mentre il 22 aprile ha raggiunto il 18º posto nella prova in linea. Proseguendo nella Coppa del Mondo a Ostenda, il 4 maggio ha ottenuto il 15º posto nella cronometro e il 6 maggio il 12º posto nella prova in linea. Il 24 giugno ha conquistato il titolo di Campione Italiano nella prova a cronometro. Il giorno successivo, il 25 giugno, è diventato Vice Campione Italiano nella prova in linea.
Nel 2022, Giagnoni ha partecipato alla Coppa del Mondo a Ostenda, svoltasi dal 5 al 7 maggio, dove ha raggiunto il 10º posto nella prova a cronometro, l'8º nella prova in linea e il 5º posto nel Team Relay. Sempre nel 2022, ha gareggiato agli Europei in Austria, ottenendo il 6º posto nella prova a cronometro e il 10º nella prova in linea.
Infine, nel 2021, Giagnoni ha raggiunto un importante traguardo vincendo il Giro d'Italia, piazzandosi al 1º posto.

### Hockey su pista

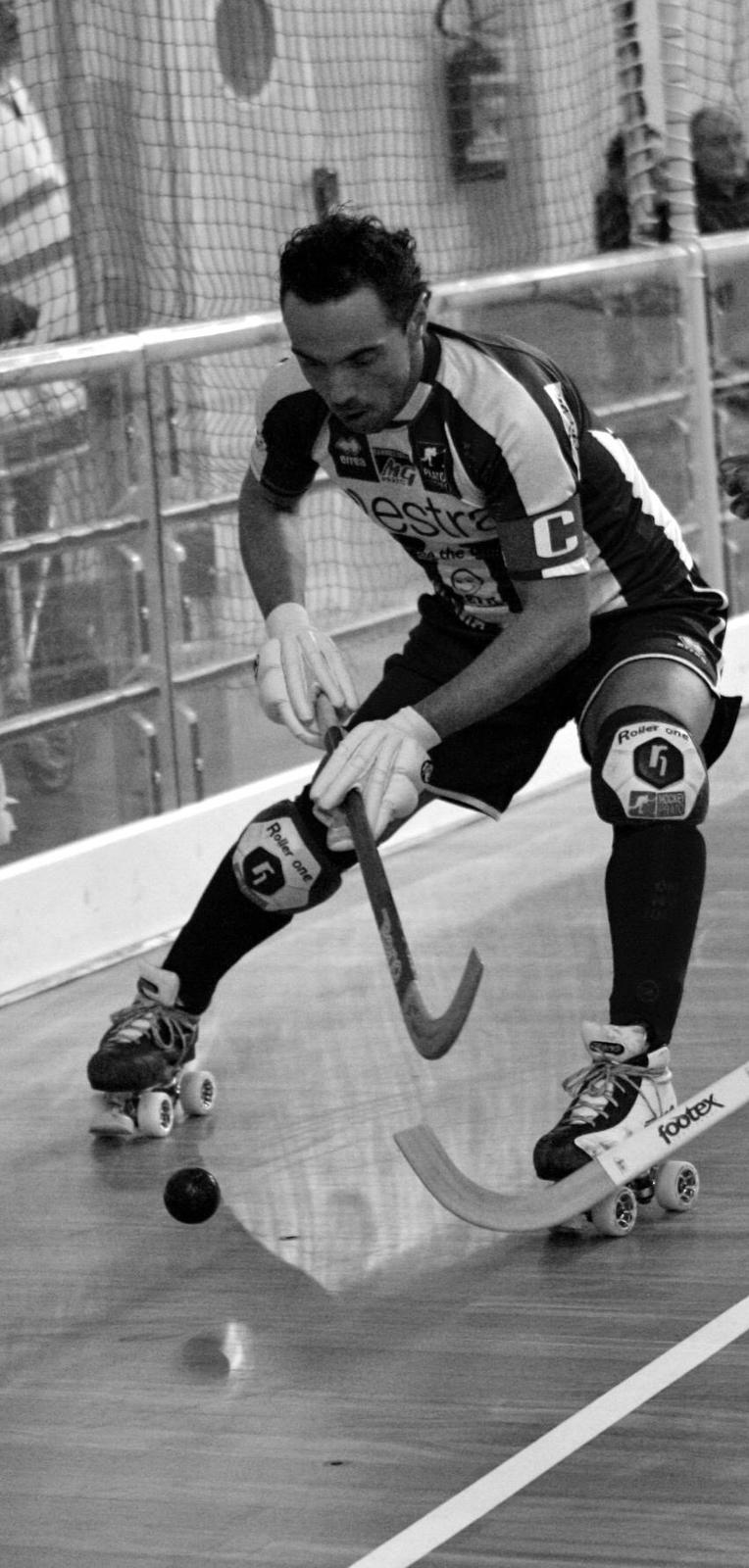
Giagnoni gioca a hockey

Fin dall’età di cinque anni gioca a hockey su pista e raggiunge il culmine della sua carriera diventando capitano dell'Hockey Prato 54 e conquistando con tale squadra, nel 2003, lo scudetto.

### L'incidente
Il 23 dicembre 2010 rimane vittima di un incidente; mentre viaggia tranquillamente in scooter, viene investito da un’auto e la sua schiena è irreparabilmente danneggiata. Dopo l'incidente è immediatamente portato in ospedale, dove è sottoposto a un intervento della durata di dodici ore e indotto al coma farmacologico. I tempi di recupero sono lunghi: i primi ragionamenti una settimana dopo, la prima volta in cui ha potuto lasciare il letto dopo venti giorni, la dimissione dall'ospedale dopo otto mesi, con i medici che preannunciano che dopo un incidente del genere avrebbe faticato persino a prendere un caffè.

### Il recupero e l'handbike
Dopo l'incidente non si arrende; prova molti sport, tra cui tennis, nuoto, tennis tavolo e, infine, handbike, l'unico in grado di appagarlo. Da quel momento comincia ad allenarsi seriamente e compete ufficialmente per la prima volta nella maratona di Firenze del 2013, arrivando nono. Da quell'anno in poi le vittorie non tardano ad arrivare; collaborando con diverse squadre (il team Giletti Verona, il Love team ciclismo handbike di Verona e l'Active Team La Leonessa di Brescia) vince tre volte la suddetta maratona (2016, 2017, 2019), ottiene l'oro ai campionati italiani di handbike su strada e l'argento nei campionati italiani di handbike a cronometro (2017), fino a vincere il Giro d'Italia di handbike per cinque anni consecutivi (2016, 2017, 2018, 2019 2020).